# (84225) Verish
(84225) Verish (2002 RO236) – planetoida z pasa głównego asteroid okrążająca Słońce w ciągu 3,64 lat w średniej odległości 2,36 j.a. Odkryta 12 września 2002 roku.